# Совтер (Тарн)
Совте́р (фр. Sauveterre, окс. Sauvatèrra) — коммуна во Франции, находится в регионе Юг — Пиренеи. Департамент — Тарн. Входит в состав кантона Мазаме-2 Валле-дю-Торе. Округ коммуны — Кастр.
Код INSEE коммуны — 81278.

## География

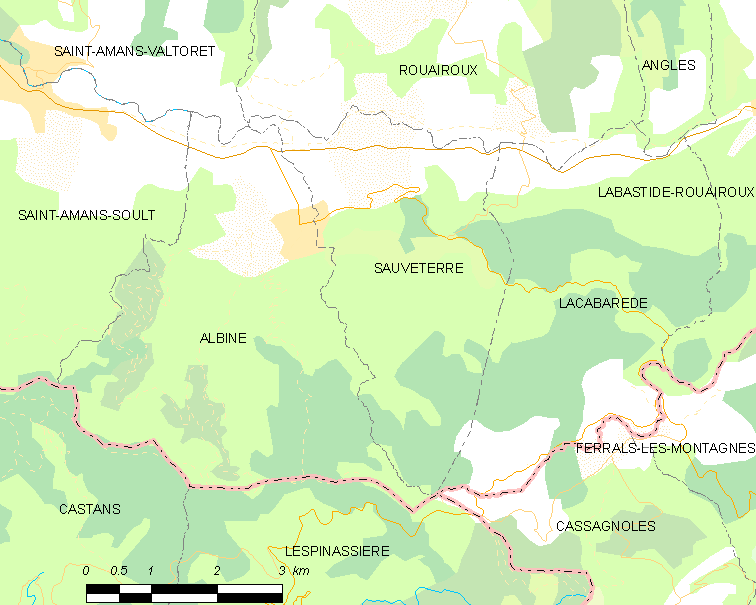
Карта коммуны

Коммуна расположена приблизительно в 600 км к югу от Парижа, в 95 км восточнее Тулузы, в 65 км к юго-востоку от Альби.
На севере коммуны протекает река Торе. Южную часть территории коммуны занимают леса.

## Климат
Климат умеренно-океанический. Зима мягкая и дождливая, лето жаркое с частыми грозами. Ветры довольно редки.

## Население
Население коммуны на 2010 год составляло 179 человек.
| 1962 | 1968 | 1975 | 1982 | 1990 | 1999 | 2010 |
| ---- | ---- | ---- | ---- | ---- | ---- | ---- |
| 163  | 166  | 153  | 148  | 152  | 154  | 179  |

## Администрация
| Период | Период | Фамилия      | Партия | Примечания |
| ------ | ------ | ------------ | ------ | ---------- |
| 2001   | 2011   | Клод Каброль |        |            |
| 2011   | 2020   | Моник Рибо   |        |            |

## Экономика
В 2007 году среди 103 человек в трудоспособном возрасте (15—64 лет) 67 были экономически активными, 36 — неактивными (показатель активности — 65,0 %, в 1999 году было 71,0 %). Из 67 активных работали 51 человек (29 мужчин и 22 женщины), безработных было 16 (7 мужчин и 9 женщин). Среди 36 неактивных 14 человек были учениками или студентами, 13 — пенсионерами, 9 были неактивными по другим причинам.

## Достопримечательности
- Церковь Животворящего Креста (XVIII век). Исторический памятник с 2002 года.[4]
- Замок Совтер (XVI век). Исторический памятник с 2002 года.[5]